# Lonchopria similis
Lonchopria similis är en biart som först beskrevs av Heinrich Friese 1906.  Lonchopria similis ingår i släktet Lonchopria och familjen korttungebin. Inga underarter finns listade i Catalogue of Life.